# EHC Thun
Der EHC Thun ist ein Schweizer Eishockeyverein aus Thun im Kanton Bern der seit 2017 in der MyHockey League spielt. Der Klub trägt seine Heimspiele in der Kunsteisbahn Grabengut in Thun aus.

## Geschichte
Der erste EHC Thun wurde im Jahre 1936 gegründet. Der EHC Thun fusionierte in den 1970er Jahren mit dem EHC Steffisburg zum EHC Thun-Steffisburg. 1993 schloss sich der Verein mit der Eishockeysektion des SC Thunerstern zusammen und nannte sich fortan SC Thun. 2006 erfolgte die Umbenennung in EHC Thun.
Früher war im Logo des EHC Thun das Schloss Thun zu sehen, welches sich unmittelbar neben der Heimspielstätte befindet. Heute ist im Logo der Kopf des "Fulehung" zu sehen. Dies in Anlehnung an den früheren Hofnarr, welcher in der Stadt Thun Kultstatus besitzt. Zu den grössten Erfolgen der gesamten Vereinsgeschichte gehören der zweimalige Aufstieg in die Nationalliga B 1966 und 1972. In der Saison 2015/16 wurde der EHC Thun 1.Liga Zentralschweizer-Meister.
Seit der Saison 2017/18 spielt der EHC Thun in der 2017 gegründeten MySports League. In den ersten beiden Spielzeiten erreichte der EHC Thun jeweils die Playoffs, scheiterte aber beide Male bereits im Viertelfinale.
Im Jahr 2014 qualifizierte sich der EHC Thun für den wiedereingeführten Swiss Ice Hockey Cup. Im Sechzehntel-Final empfing der EHC Thun den SC Bern in der ausverkauften KEB Grabengut. Nach drei Jahren ohne Cup-Teilnahme, war der EHC Thun in der Saison 2017/18 wieder dabei. Gegen den EHC Olten aus der Swiss League schied man ebenfalls im Sechzehntel-Finale aus. Für die Saison 2020/21 qualifizierte sich der EHC Thun erneut.

## Nachwuchs
Im Nachwuchs arbeitet der EHC Thun mit dem EHC Höfen, dem HC Mühlethurnen, dem SC Freimettigen und dem EHC WIKI-Münsingen zusammen. Der HC Dragon Thun fördert die Jugendarbeit und gibt Kindern und Jugendlichen aus der Region die Möglichkeit Eishockey zu spielen. Der HC Dragon Thun stellt Teams im Breiten- und im Leistungssport. Die Dragons arbeiten zudem eng mit dem SC Bern Future zusammen und gibt ambitionierten Talenten die Chance in den höchsten Spielklassen zu spielen.

## Spielstätte
Der EHC Thun trägt seine Partien auf der Kunsteisbahn Grabengut aus. Das Stadion ist überdacht und bietet Platz für 2'500 Personen. Seit Jahren setzt sich der EHC Thun für eine Sanierung des Stadions ein. Da das Grabengut gegen aussen offen ist, findet die erste Saisonphase jeweils bei hohen Temperaturen statt. Die Wärme verhindert eine gute Eisqualität und macht den Thuner Eissportvereinen seit Jahren zu schaffen. Das Grabengut liegt mitten in der Stadt Thun, gleich unterhalb des Schloss Thun. Die Eisbahn bietet alljährlich von Mitte September bis Mitte März zwei Eisfelder.